# Katja Schumacher
Katja Schumacher (* 9. April 1968 in Heidelberg) ist eine ehemalige deutsche Triathletin. Sie ist mehrfache Deutsche Triathlon-Meisterin und Ironman-Siegerin (1998, 2001, 2002 und 2006).

## Werdegang
Katja Schumacher wuchs bei Heidelberg auf. Ihr Onkel war der frühere Skirennläufer Toni Sailer. Auch Katja Schumacher war in ihrer Jugend begeisterte Skifahrerin und wurde Skilehrerin, bis zu ihrem zwölften Lebensjahr spielte sie Rugby im Verein, musste dann aber aufgrund ihres Geschlechts das aktive Spiel beenden und absolvierte eine Trainerausbildung im Rugby. Mit sechzehn Jahren gründete sie ein Frauen-Rugby-Team, mit dem sie sechsfacher Deutscher Meister wurde.
Nachdem Laufen und Schwimmen regelmäßig Bestandteil ihres Fitness-Trainings für Rugby waren, beschloss sie 1989 mit einer Freundin zusammen, am HeidelbergMan teilzunehmen. Die Begeisterung, die sie 1990 beim Anfeuern eines Freundes beim Ironman Europe spürte, motivierte sie auch, zwei Jahre später hier ihren ersten Ironman zu absolvieren.

### Triathlon-Profi seit 1995
Einige Tage nach ihrem dritten Platz auf Lanzarote 1995 entschied sie sich, ganz auf eine Triathlon-Karriere zu setzen, auch wenn das Dasein als „Profi-Triathletin“ in den ersten Jahren jeweils so aussah, dass sie ihren Lebensunterhalt mit Kellnern, Putzen, Massagen u. ä. verdiente.
1998 beschloss Katja Schumacher, das Ziel Teilnahme an den Olympischen Spielen in Angriff zu nehmen. Triathlon war bei den Olympischen Spielen in Sydney erstmals Bestandteil des Wettkampfprogramms. Da sie zu dem Zeitpunkt nicht dem Bundeskader angehörte, genoss sie weder finanzielle Unterstützung noch welche durch einen Trainer. Sie fand privat einen Trainer, der in Barcelona selbst Olympiateilnehmer im Schwimmen war, um an ihrer Schwäche in der ersten Disziplin zu arbeiten und verdoppelte ab dem Winter 1998 ihr Schwimmtraining. 1999 nahm sie an fünf ITU-Weltcup-Rennen teil und wurde hier jeweils zweit- oder drittbeste Deutsche. 2000 folgte dann der Endspurt für eine mögliche Qualifikation. Die DTU hatte die Platzierungen beim World Cup im April in Sydney sowie den Weltmeisterschaften in Perth als Qualifikationskriterium festgelegt. Ein Unfall beim letzten Radtraining zwei Tage vor dem World Cup in Sydney macht ihr allerdings einen Strich durch die Rechnung. Ein Autofahrer hatte unachtsam die Türe seines parkenden PKWs geöffnet, als sie vorbeifuhr. Ein Kernspin ergab einen 50 %igen Abriss ihres Bizeps-Muskels und mindestens acht Wochen Trainingspause sowie Wettkampfverbot.
2001 in Panama City sowie 2002 in Frankfurt konnte Schumacher, die bereits 1998 den Ironman Europe in Roth gewann, ihren zweiten und dritten Triumph bei Ironman-Rennen feiern.

### Dopingverdacht 2004
Nach dem Ironman in Frankfurt 2004 wurde Schumacher von der Disziplinarkommission der Deutschen Triathlon Union (DTU) für ein Jahr gesperrt. Katja Schumacher bekräftigte in ihrem Kampf um die positiven A- und B-Proben ihren Standpunkt, dass sie zu keiner Zeit unerlaubte Mittel zur Leistungssteigerung eingenommen habe. Aufgrund der Unklarheit dieses Falles wurde die Sperre nach 10 Monaten wieder aufgehoben und die Disziplinarkommission beschloss, dass es wegen der Unklarheiten des Falls auch nicht „Sperre“ genannt werden dürfe.
Schumacher fand nach dieser turbulenten Zeit schnell wieder den erfolgreichen Einstieg ins Wettkampfgeschehen. Nach einigen Jahren, die sie in den Vereinigten Staaten verbracht hatte, lebt sie heute wieder in Heidelberg.

2005 und 2008 wurde sie Deutsche Triathlon-Meisterin auf der Mitteldistanz (2 km Schwimmen, 85 km Radfahren und 20 km Laufen). Sie konnte in ihrer aktiven Profi-Karriere auch vier Ironman-Rennen über die Langdistanz (1998, 2001, 2002, 2006) und zwei Ironman-70.3-Rennen (2002 und 2007) über die Mitteldistanz als Siegerin beenden. 1998, 1999 und 2005 war Schumacher beste Deutsche bei der Ironman World Championship auf Hawaii, 2007 – dem Jahr der mysteriösen Magen-Darm-Erkrankungen, als zahlreiche deutsche Profi-Triathleten mit Magenkrämpfen ihr Rennen nicht beendeten und erstmals seit 1998 kein Deutscher in den Top Ten platziert war – musste sie auf Platz vier liegend mit Magenkrämpfen mit dem Krankenwagen abtransportiert werden.
2009 beendete sie offiziell ihre Karriere und gibt seitdem ihre Erfahrungen in Seminaren und mit Coaching weiter.

## Sportliche Erfolge
| Datum/Jahr    | Rang | Wettbewerb                                         | Austragungsort     | Zeit     | Bemerkung |
| ------------- | ---- | -------------------------------------------------- | ------------------ | -------- | --- |
| 3. Aug. 2009  | 2    | HeidelbergMan                                      | Heidelberg         | 02:29:52 | zweiter Rang auf der Kurzdistanz (1,7 km Schwimmen, 36 km Radfahren und 10 km Laufen) hinter Nina Kuhn                         |
| 2009          | 2    | Viernheimer V-Card Triathlon                       | Viernheim          | 02:41:24 | Als Zweite hinter Daniela Sämmler erreichte Schumacher bereits den fünften Sieg in Folge beim BASF Triathlon-Cup Rhein-Neckar. |
| 7. Juni 2009  | 1    | Mußbach Triathlon                                  | Mußbach            | 02:21:24 | [ 9 ] |
| 24. Mai 2009  | 2    | Half Challenge Barcelona                           | Barcelona          | 04:22:46 | Die direkt nach dem Rennen ausgesprochene Disqualifikation der Siegerin Virginia Berasategui wurde später wieder aufgehoben.   |
| 27. Juli 2008 | 2    | HeidelbergMan                                      | Heidelberg         | 02:24:53 | bei der Baden-Württembergischen Meisterschaft hinter Tina Tremmel                                                              |
| 2008          | 1    | DTU Deutsche Triathlon-Meisterschaft Mitteldistanz | Kulmbach           | 04:23:33 | Deutsche Meisterin beim Mönchshof-Triathlon                                                                                    |
| 5. Aug. 2007  | 1    | HeidelbergMan                                      | Heidelberg         | 02:24:47 | Sieg vor Kathrin Pätzold |
| Aug. 2007     | 1    | BASF Triathlon-Cup Rhein-Neckar                    | Viernheim          |          | Sieg über die olympische Distanz                                                                                               |
| 21. Juli 2007 | 1    | Ladenburger RömerMan                               | Ladenburg          | 02:19:36 | Sieg vor Heidi Jesberger und Nina Kuhn                                                                                         |
| 2007          | 1    | Ironman 70.3 Florida                               | Orlando            |          | |
| Aug. 2006     | 1    | BASF Triathlon-Cup Rhein-Neckar                    | Viernheim          |          | Sieg über die olympische Distanz                                                                                               |
| 29. Juli 2006 | 1    | Ladenburger RömerMan                               | Ladenburg          | 02:23:27 | |
| 6. Aug. 2006  | 1    | HeidelbergMan                                      | Heidelberg         | 02:26:30 | |
| 2006          | 2    | Mönchshof-Triathlon                                | Kulmbach           | 04:44:14 | |
| 7. Aug. 2005  | 1    | HeidelbergMan                                      | Heidelberg         | 02:19:01 | Sieg vor Ute Schäfer |
| 13. Aug. 2005 | 1    | DTU Deutsche Triathlon-Meisterschaft Mitteldistanz | Kulmbach           | 04:46:28 | Deutsche Meisterin beim Mönchshof-Triathlon                                                                                    |
| 1. Aug. 2004  | 2    | HeidelbergMan                                      | Heidelberg         | 02:22:45 | Zweite hinter Ricarda Lisk |
| 3. Apr. 2004  | 4    | Ralph′s California Half-Ironman                    | Oceanside          | 04:39:55 | [ 11 ] |
| 10. Aug. 2003 | 2    | HeidelbergMan                                      | Heidelberg         | 02:27:39 | Zweite hinter Fiona Docherty                                                                                                   |
| 2003          | 1    | Bad Emser Therme-Triathlon                         | Bad Ems            | 02:33:49 | Sieg auf der Kurzdistanz neben Steffen Liebetrau bei den Männern                                                               |
| 4. Mai 2002   | 1    | Wildflower Triathlon                               | Vereinigte Staaten |          | Erster Rang am Lake San Antonio (Kalifornien) (1,9 km Schwimmen, 90 km Radfahren und 21,1 km Laufen)                           |
| 29. Juni 2002 | 4    | Alpen-Triathlon                                    | Schliersee         | 02:26:40 | |
| 19. Mai 2002  | 1    | California Half-Ironman                            | Oceanside          | 04:18:44 | Sieg bei der Erstaustragung (zuvor wurde hier der Ironman California ausgetragen)                                              |
| Aug. 1998     | 1    | BASF Triathlon-Cup Rhein-Neckar                    | Viernheim          |          | Sieg über die olympische Distanz                                                                                               |
| 1998          | 1    | HeidelbergMan                                      | Heidelberg         |          | |
| Aug. 1997     | 1    | BASF Triathlon-Cup Rhein-Neckar                    | Viernheim          |          | Sieg über die olympische Distanz                                                                                               |
| 22. Juni 1997 | 1    | HeidelbergMan                                      | Heidelberg         | 02:23:42 | |
| Aug. 1996     | 1    | BASF Triathlon-Cup Rhein-Neckar                    | Viernheim          |          | Sieg über die olympische Distanz                                                                                               |
| 1996          | 2    | HeidelbergMan                                      | Heidelberg         |          | |
| Aug. 1995     | 1    | BASF Triathlon-Cup Rhein-Neckar                    | Viernheim          |          | Sieg über die olympische Distanz                                                                                               |
| 1992          | 2    | Heidelberger Triathlon                             | Heidelberg         |          | |
| 1990          | 2    | Heidelberger Triathlon                             | Heidelberg         |          | |

| Datum/Jahr    | Rang | Wettbewerb            | Austragungsort   | Zeit     | Bemerkung |
| ------------- | ---- | --------------------- | ---------------- | -------- | --- |
| 21. Juni 2009 | DNF  | Ironman Coeur d’Alene | Idaho            | -        | Katja Schumacher stieg als fünfte Frau nach der Schwimmetappe aus dem Wasser, beendete das Rennen aber nicht. |
| 22. Juni 2008 | 2    | Ironman France        | Nizza            | 10:00:59 | |
| 3. Nov. 2007  | 6    | Ironman Florida       | Panama City      | 09:22:21 | |
| 13. Okt. 2007 | DNF  | Ironman Hawaii        | Big Island       | -        | auf Platz vier liegend auf der Laufstrecke abgebrochen und vom Krankenwagen abtransportiert                   |
| 15. Apr. 2007 | 3    | Ironman Arizona       | Tempe            | 09:44:14 | |
| 21. Okt. 2006 | 40   | Ironman Hawaii        | Big Island       | 10:14:04 | Platz 31 in der Kategorie WPRO, 40. Frau, zweitbeste Deutsche hinter Christine Waitz                          |
| 10. Sep. 2006 | 1    | Ironman Wisconsin     | Madison          | 10:01:22 | |
| 15. Okt. 2005 | 6    | Ironman Hawaii        | Big Island       | 09:27:54 | beste Deutsche                                                                                                |
| 22. Aug. 2005 | 2    | Ironman UK            | Bolton           | 10:05:20 | [ 14 ] |
| 11. Juli 2004 | DSQ  | Ironman Germany       | Frankfurt        | -        | als zweite Frau nach 9:20:28 ins Ziel gelaufen, aber wegen positiver Doping-Probe posthum disqualifiziert     |
| 18. Okt. 2003 | 15   | Ironman Hawaii        | Big Island       | 09:56:03 | zweitbeste Deutsche hinter Nina Kraft                                                                         |
| 13. Juli 2003 | 5    | Ironman Germany       | Frankfurt        | 09:51:48 | |
| 18. Aug. 2002 | 1    | Ironman Germany       | Frankfurt        | 09:15:32 | |
| 6. Okt. 2001  | DNF  | Ironman Hawaii        | Big Island       | -        | |
| 31. Jan. 2001 | 3    | Ironman South Africa  | Kapstadt         | 09:59:42 | hinter der Siegerin Nina Kraft                                                                                |
| 10. Nov. 2001 | 1    | Ironman Florida       | Panama City      | 09:25:57 | Katja Schumacher erreichte in Florida einen neuen Streckenrekord.                                             |
| 14. Okt. 2000 | DNF  | Ironman Hawaii        | Big Island       | -        | |
| 6. Aug. 2000  | 4    | Ironman Switzerland   | Zürich           | 09:30:34 | |
| 23. Okt. 1999 | 15   | Ironman Hawaii        | Big Island       | 09:50:55 | schnellste Deutsche                                                                                           |
| 3. Okt. 1998  | 12   | Ironman Hawaii        | Big Island       | 10:06:48 | schnellste Deutsche                                                                                           |
| 12. Juli 1998 | 1    | Ironman Europe        | Roth             | 09:27:43 | |
| 15. März 1998 | 6    | Ironman New Zealand   | Auckland         | 10:18:46 | |
| 18. Okt. 1997 | DNF  | Ironman Hawaii        | Big Island       | -        | |
| 13. Juli 1997 | 3    | Ironman Europe        | Roth             | 09:20:27 | |
| 26. Okt. 1996 | 21   | Ironman Hawaii        | Big Island       | 10:09:50 | drittbeste Deutsche hinter Ute Mückel und Katja Mayer                                                         |
| 8. Juni 1996  | 2    | Ironman Lanzarote     | Playa del Carmen | 10:06:12 | |
| 7. Okt. 1995  | 27   | Ironman Hawaii        | Big Island       | 10:56:49 | drittbeste Deutsche hinter Ute Mückel und Katja Mayer                                                         |
| 4. Juni 1995  | 3    | Ironman Lanzarote     | Playa del Carmen | 10:45:22 | erster Start als Triathlon-Profi                                                                              |
| 10. Juli 1994 | 17   | Ironman Europe        | Roth             | 10:11:21 | |
| 29. Mai 1993  | 10   | Ironman Lanzarote     | Playa del Carmen | 12:23:28 | |
| 11. Juli 1992 | 20   | Ironman Europe        | Roth             | 10:16:18 | Zweite in der Altersklasse 18–25                                                                              |

(DNF – Did Not Finish)

## Veröffentlichungen
- Katja Schumacher, Sabine Scheltwort: Besser laufen – kompakt : der Weg zum schnelleren und gesünderen Laufen. 2. Auflage. Meyer & Meyer Verlag, Aachen 2014, ISBN 978-3-89899-878-9 (eingeschränkte Vorschau in der Google-Buchsuche).